# 琴太豪晃匡
琴太豪 晃匡（ことだいごう あきまさ、1993年1月14日 - ）は、大分県日田市（旧日田郡大山町）出身で、佐渡ヶ嶽部屋所属の現役大相撲力士。本名は河津 大飛（かわづ だいき）。身長187.2cm、体重131.4kg。最高位は東幕下筆頭（2020年7月場所）。2022年3月場所より琴太豪 晃有（- こうゆう）に改名。

## 来歴
大分県立日田林工高等学校を卒業し、2011年5月技量審査場所で初土俵を踏む。主な実績に3年時の平成22年度全国高等学校総合体育大会相撲競技大会決勝トーナメント進出（1回戦敗退）、第65回国民体育大会相撲競技少年の部個人決勝トーナメント2回戦進出など。
2012年1月場所で三段目優勝、入門から1年で幕下まで昇進するもその後はしばらく三段目に低迷する。2014年1月場所で1番相撲から6連勝するが7番相撲で堀切（現・阿炎）に敗れる。翌場所からは幕下に定着、しかし自己最高位の東幕下8枚目で迎えた2015年7月場所前の稽古で網膜剥離を発症し全休。翌9月場所も3番相撲の希帆ノ海戦で小手投げを受けた際に左肘靭帯を断裂し途中休場、その後2場所を全休。休場明けの2016年3月場所から序二段、三段目で連続優勝し幕下に復帰する。3月場所では元幕内の舛ノ山、5月場所では石橋（のち大関朝乃山）をそれぞれ7番相撲で破って優勝を決めている。
2017年後半以降は幕下上位に定着するがあと一歩で十両昇進を逃し続けている。2020年1月場所では4番相撲で元林の初土俵からの連勝を24で止めるなど、西幕下9枚目の地位で1番相撲から5連勝したがその後2連敗。3月場所では西幕下2枚目の地位で13日目に十両の朝玉勢を破って4勝3敗と勝ち越しを決め、7番相撲を終える。取組後の花道で同郷の年寄・中村（元関脇嘉風）から祝福を受け、一部では十両昇進が確実視されるが、昇進を争っていた幕下上位力士も14日目以降に星を伸ばしたため十両昇進はならなかった。5月場所の中止を挟んだ7月場所では東筆頭となるも、6番相撲で負け越し、3勝4敗に終わった。
同年11月場所で右膝前十字靭帯を怪我して途中休場、2021年1月場所で復帰するも再び膝を悪化させ2勝5敗と負け越し、3月場所を全休し三段目に陥落した。5月場所で7戦全勝を果たしたが優勝決定戦では石崎に敗れた。この場所を起点に4場所連続で勝ち越したことで、2022年1月場所では西幕下6枚目まで番付を戻したが、場所中に左膝前十字靭帯を怪我して途中休場。翌3月場所は全休し、三段目に陥落した同年5月場所から土俵に復帰し、5勝2敗と勝ち越した。続く7月場所で幕下に復帰して10日目（5番相撲）に勝ち越しが決定したが、6番相撲からは佐渡ヶ嶽部屋関係者の2019新型コロナウイルス感染に伴い休場となった。2023年1月場所は3勝4敗で怪我から復帰後初めて負け越した。

## 主な成績
2025年5月場所終了現在

### 通算成績
- 通算成績：302勝223敗63休（85場所）

### 各段優勝
- 三段目優勝：2回（2012年1月場所、2016年5月場所）
- 序二段優勝：1回（2016年3月場所）

### 場所別成績
| | 一月場所 初場所（東京）   | 三月場所 春場所（大阪） | 五月場所 夏場所（東京） | 七月場所 名古屋場所（愛知） | 九月場所 秋場所（東京） | 十一月場所 九州場所（福岡） |
| --- | ------------------------- | ----------------------- | ----------------------- | --------------------------- | ----------------------- | --------------------------- |
| 2011年 （平成23年） | x                         | 八百長問題 により中止   | （前相撲）              | 東序ノ口7枚目 4–3           | 東序二段76枚目 6–1      | 東序二段5枚目 6–1           |
| 2012年 （平成24年） | 西三段目43枚目 優勝 7–0   | 西幕下27枚目 3–4        | 西幕下37枚目 1–6        | 東三段目4枚目 3–4           | 東三段目21枚目 3–4      | 西三段目37枚目 4–3          |
| 2013年 （平成25年） | 東三段目23枚目 3–4        | 西三段目38枚目 4–3      | 東三段目23枚目 3–4      | 東三段目54枚目 6–1          | 東三段目19枚目 5–2      | 西三段目3枚目 3–4           |
| 2014年 （平成26年） | 西三段目13枚目 6–1        | 西幕下36枚目 4–3        | 東幕下31枚目 3–4        | 東幕下39枚目 5–2            | 東幕下24枚目 2–5        | 東幕下41枚目 4–3            |
| 2015年 （平成27年） | 東幕下34枚目 4–3          | 東幕下28枚目 4–3        | 西幕下17枚目 5–2        | 東幕下8枚目 休場 0–0–7      | 西幕下48枚目 1–2–4      | 東三段目28枚目 休場 0–0–7   |
| 2016年 （平成28年） | 西三段目83枚目 休場 0–0–7 | 東序二段44枚目 優勝 7–0 | 西三段目44枚目 優勝 7–0 | 東幕下28枚目 2–5            | 西幕下48枚目 2–5        | 西三段目10枚目 6–1          |
| 2017年 （平成29年） | 東幕下34枚目 5–2          | 西幕下21枚目 4–3        | 西幕下16枚目 4–3        | 西幕下13枚目 6–1            | 東幕下4枚目 3–4         | 東幕下8枚目 2–5             |
| 2018年 （平成30年） | 西幕下19枚目 3–4          | 東幕下27枚目 6–1        | 西幕下10枚目 4–3        | 東幕下8枚目 2–5             | 東幕下20枚目 6–1        | 西幕下7枚目 5–2             |
| 2019年 （平成31年 /令和元年） | 東幕下2枚目 3–4           | 西幕下4枚目 3–4         | 西幕下8枚目 3–4         | 西幕下12枚目 4–3            | 東幕下9枚目 4–3         | 西幕下3枚目 2–5             |
| 2020年 （令和2年） | 西幕下9枚目 5–2           | 西幕下2枚目 4–3         | 感染症拡大 により中止   | 東幕下筆頭 3–4              | 東幕下5枚目 4–3         | 西幕下3枚目 0–2–5           |
| 2021年 （令和3年） | 西幕下33枚目 2–5          | 東幕下55枚目 休場 0–0–7 | 西三段目35枚目 7–0      | 東幕下24枚目 5–2            | 西幕下14枚目 4–3        | 西幕下9枚目 4–3             |
| 2022年 （令和4年） | 西幕下6枚目 1–3–3         | 西幕下29枚目 休場 0–0–7 | 西三段目9枚目 5–2       | 西幕下46枚目 4–2–1          | 西幕下39枚目 4–3        | 東幕下32枚目 5–2            |
| 2023年 （令和5年） | 東幕下19枚目 3–4          | 東幕下28枚目 3–4        | 西幕下37枚目 3–4        | 西幕下45枚目 5–2            | 西幕下31枚目 5–2        | 東幕下16枚目 4–3            |
| 2024年 （令和6年） | 西幕下11枚目 5–2          | 東幕下5枚目 0–6–1       | 西幕下35枚目 休場 0–0–7 | 西三段目15枚目 5–2          | 東幕下53枚目 5–2        | 西幕下32枚目 4–3            |
| 2025年 （令和7年） | 東幕下24枚目 2–5          | 西幕下40枚目 4–3        | 西幕下32枚目 休場 0–0–7 | 西三段目12枚目 6–1          | x                       | x                           |
| 各欄の数字は、「勝ち-負け-休場」を示す。 優勝 引退 休場 十両 幕下 三賞：敢=敢闘賞、殊=殊勲賞、技=技能賞 その他：★=金星 番付階級：幕内 - 十両 - 幕下 - 三段目 - 序二段 - 序ノ口 幕内序列：横綱 - 大関 - 関脇 - 小結 - 前頭（「#数字」は各位内の序列） |                           |                         |                         |                             |                         |                             |

## 改名歴
- 琴河津 大飛（ことかわづ だいき）2011年5月技量審査場所 -2012年9月場所
- 琴太豪 晃匡（ことだいごう あきまさ）2012年11月場所 - 2022年1月場所
- 琴太豪 晃有（- こうゆう）2022年3月場所 -